# Toshikazu Kawasaki
Toshikazu Kawasaki (川崎敏和; Kurume, 26 novembre 1955) è un artista giapponese, matematico e maestro di origami.
È noto per i suoi modelli origami geometricamente innovativi. In particolare è famoso per la serie di "rose" con simmetria su quattro assi, basata su un procedimento di piegatura rotatorio (twist) che consente ai petali di apparire arricciati dal centro del fiore. Kawasaki insegna anche matematica al Sasebo Technical Junior College.

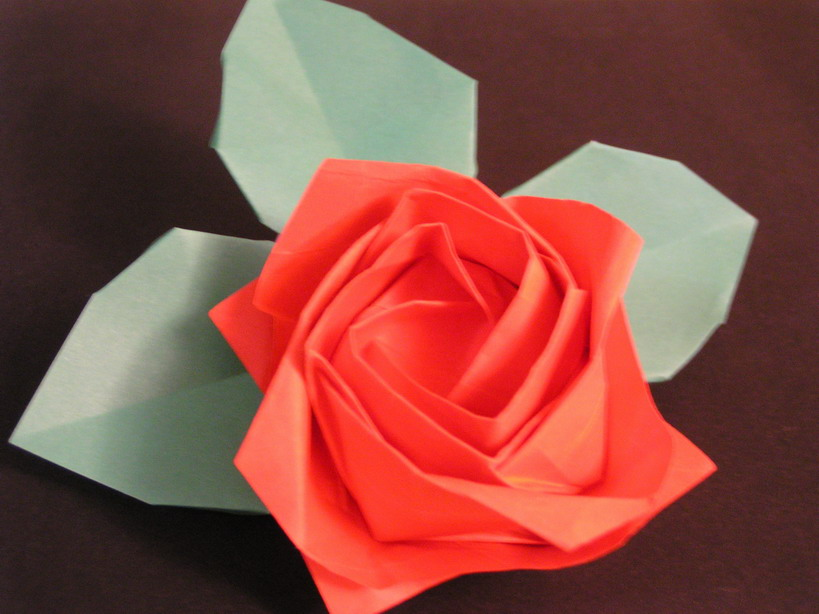
Una rosa di Kawasaki

Kawasaki ha descritto diverse interessanti teorie matematiche. È stato il primo a sviluppare la tecnica della piegatura iso-area, che consiste nell'ottenere un modello in cui viene visualizzata una porzione uguale della parte superiore (colorata) e inferiore (bianca) del foglio di partenza. Si ottiene uno schema di pieghe (crease pattern con una simmetria a specchio che viene fatto collassare per ottenere la figura finale, di solito una forma geometrica come un cubo. 
Ha anche scoperto e dimostrato che in un qualunque punto del piano di un modello origami la somma degli angoli alternati è sempre uguale a 180 gradi, risultato noto come il teorema di Kawasaki.